# Kullbergstjärnarna (Anundsjö socken, Ångermanland)
Kullbergstjärnarna är en sjö i Örnsköldsviks kommun i Ångermanland och ingår i Gideälvens huvudavrinningsområde.